# Щученка
Щученка — деревня в Дятьковском районе Брянской области, в составе Слободищенского сельского поселения. Расположена у юго-западной окраины посёлка городского типа Любохна, у автодороги Р68 Брянск—Дятьково—Киров. Население — 30 человек (2010).
Возникла в начале XX века; до 1924 входила в Любохонскую волость Брянского (с 1921 — Бежицкого) уезда, позднее в Дятьковской волости, Дятьковском районе (с 1929).
| Годы      | 1926 | 1979 | 1989 | 2002 | 2010 |
| --------- | ---- | ---- | ---- | ---- | ---- |
| Население | 145  | 47   | 15   | 20   | 30   |